# Elizabeth Lada
Elizabeth Lada es una astrónoma estadounidense, cuyos intereses de investigación, según ella misma describió, incluyen "la comprensión del origen, las propiedades, la evolución y el destino de los grupos incrustados jóvenes dentro de las nubes moleculares".
La Sociedad Estadounidense de Astronomía honró su trabajo al premiarla con el Premio Annie Jump Cannon en 1992.  También fue nombrada socia Hubble durante su trabajo en la Universidad de Maryland. Fue premiada con el Premio NSF CAREER en 1999. En 1998, recibió un Premio Presidencial de Carrera Temprana para Científicos e Ingenieros (PECASE).

## Vida
En 1983, Lada obtuvo su grado en física, por la Universidad Yale, y su doctorado en astronomía por la Universidad de Texas en 1990.  Lada es actualmente Profesora de Astronomía en la Universidad de Florida.